# Ledenjow-Gletscher
Der Ledenjow-Gletscher (russisch Ледник Леденёва Lednik Ledenjowa) ist ein Gletscher im Wohlthatmassiv des ostantarktischen Königin-Maud-Lands. Er liegt östlich des Deildenapen in der Östlichen Petermannkette.
Russische Wissenschaftler benannten ihn. Der Namensgeber ist nicht überliefert. 